# 2002-es Eurovíziós Dalfesztivál
A 2002-es Eurovíziós Dalfesztivál (angolul: Eurovision Song Contest 2002, franciául: Concours Eurovision de la chanson 2002, észtül: 2002. aasta Eurovisiooni lauluvõistlus) volt a negyvenhetedik Eurovíziós Dalfesztivál, melyet Észtországban rendeztek meg, mivel a 2001-es Eurovíziós Dalfesztivált az észt Tanel Padar, Dave Benton & 2XL Everybody című dala nyerte. Ez volt az első alkalom, hogy Észtországban és, hogy a Balti országok egyikében rendezték meg a dalfesztivált.
24 ország erősítette meg részvételét a dalfesztiválra, egy év kihagyás után térhetett vissza Ausztria, Belgium, Ciprus, Finnország, Macedónia, Románia és Svájc, míg Hollandia, Írország, Izland, Lengyelország, Norvégia és Portugália visszalépésre kényszerült.
A verseny győztese a Lettországot képviselő Marie N énekesnő lett, aki 176 pontot összegyűjtve nyerte meg a döntőt, az ország első győzelmét aratva. Az I Wanna című dal emellett öt országtól kapta meg a maximális 12 pontot.

## A helyszín és a verseny témája
Az eljárás korai szakaszában a sajtóorgánumok a megfelelő helyszín hiányára és költségvetési aggályokra hivatkozva találgatni kezdtek, hogy az ETV műsorszolgáltató képes lesz-e a verseny házigazdája lenni; az aggodalmak azonban megszűntek, amikor az adománygyűjtő tevékenységek és az észt kormány közreműködése lehetővé tette számukra az esemény megrendezését.
A verseny helyszínéül 2001 júliusában a Saku Suurhallt választották, ami november 1-jén nyitotta meg kapuit. Ez Észtország legnagyobb fedett arénája, amely 2001-ben épült, és körülbelül 10 000 fő befogadására alkalmas. Nevét az észt Saku sörfőzde és üdítőital-gyártó cégről kapta.
A verseny mottója A Modern Fairytale (Modern Tündérmese) volt; ez a téma a dalok előtt vetített képeslapokon is megjelent.

## A résztvevők
Az előző évben végzett szabálymódosítás értelmében a "Négy Nagy", illetve a 2001-es Eurovíziós Dalfesztivál első tizenöt helyezettje, és az azt kihagyó hét ország vehetett részt ebben az évben. Így huszonkettő induló lett volna. Az EBU azonban felemelte a létszámot huszonnégyre, és felkérték a részvételre a 2001-ben tizenhatodik és tizenhetedik helyezett Izraelt és Portugáliát; utóbbi azonban ezt visszautasította, így a tizennyolcadik Lettország csatlakozhatott – és nyerte meg a versenyt később.
Visszatért az előző évet kihagyni kényszerülő Ausztria, Belgium, Ciprus, Macedónia, Finnország, Románia és Svájc, és nem vehetett részt ebben az évben Hollandia, Írország, Izland, Lengyelország, Norvégia és Portugália. Összesen huszonnégy dal versenyzett Tallinnban.

### Visszatérő előadók
Másodszor vett részt a versenyen a ciprusi Constantinos Christoforou. Korábban az 1996-os Eurovíziós Dalfesztiválon képviselte hazáját. A szintén Ciprust képviselő Philippos Constantinos pedig az 1995-ben a ciprusi versenyző, Alexandros Panayi vokalistájaként szerepelt az Eurovíziós Dalfesztiválon. A házigazda Észtországot képviselő Sahlene két évvel ezelőtt a svéd Charlotte Nilsson, az előző évben pedig a máltai Claudette Pace vokalistája volt. A román versenyző, Monica Anghel az 1996-os selejtezőben vett részt, ahonnan nem kvalifikálta magát a dalversenyre, sőt, utolsó helyezett lett.
| Előadó                                | Ország | Előző év(ek) |
| ------------------------------------- | ------ | ------------ |
| Constantinos Christoforou (One tagja) | Ciprus | 1996         |

## A verseny
Észtország lett az első kelet-európai ország, amely otthont adhatott a dalfesztiválnak.
A versenyt az előző évben győztes Tanel Padar és Dave Benton nyitotta meg a nyertes dal előadásával. Ezután a műsorvezetők élőben kapcsolták a versenyt nagykivetítőn közvetítő Tallinn, Hamburg, Granada és London utcáira. A tizenkettedik dal utáni szünetben a két műsorvezető adott elő A Little Story in the Music címmel egy dalt, míg a dalok után szünetben a Runo Dance Company szórakoztatta a közönséget.
A német Corinna May személyében először vett részt a versenyen egy vak énekesnő. 1999-ben már megnyerte a német nemzeti döntőt, de akkor a győzelmet követően kizárták miután daláról kiderült, hogy már korábban megjelent, így nem felelt meg a szabályoknak. Érdekesség, hogy az észt versenyző színpadra lépés előtt összekeverte a mikrofonját egyik háttérénekesének mikrofonjával. Következésképpen a háttérének egy percnyi hírnévvel bírt, míg Sahlene hangját alig lehetett hallani. Ennek ellenére végül az Egyesült Királysággal holtversenyben harmadik helyen végzett.
Spanyolországban először rendezték meg az Operación Triunfo elnevezésű, a Megasztárhoz hasonló tehetségkutató műsort, melynek győztese képviselhette az országot, a többi helyezett pedig háttérénekes volt. Ennek megfelelően óriási várakozás előzte meg a versenyt az országban. Végül a jónak mondható, de a várakozásokat alulmúló hetedik helyen végeztek.

## A szavazás
A szavazási rendszer megegyezett az 1980-as versenyen bevezetettel. Minden ország a kedvenc 10 dalára szavazott, melyek 1-8, 10 és 12 pontot kaptak. A szóvivők növekvő sorrendben hirdették ki a pontokat.
Előzetesen esélyesnek tartották Svédország, Németország és Dánia dalát, de mindegyik rosszabbul teljesített a vártnál. Sőt, Dánia majdnem negyven év versenyzés után először végzett az utolsó helyen.
A szavazás izgalmasan alakult, meglepetésre Málta és Lettország haladt fej-fej mellett. Végül Lettország zárt az élen, első győzelmét aratva ezzel. Így a 2000-ben debütáló ország már a harmadik próbálkozásán sikerrel járt.

## Eredmények
| #  | Ország              | Nyelv          | Előadó                        | Dal                                      | Magyar fordítás                  | Helyezés | Pontszám |
| -- | ------------------- | -------------- | ----------------------------- | ---------------------------------------- | -------------------------------- | -------- | -------- |
| 01 | Ciprus              | angol          | One                           | Gimme                                    | Add nekem                        | 6.       | 85       |
| 02 | Egyesült Királyság  | angol          | Jessica Garlick               | Come Back                                | Gyere vissza                     | 3.       | 111      |
| 03 | Ausztria            | angol          | Manuel Ortega                 | Say a Word                               | Mondj egy szót                   | 18.      | 26       |
| 04 | Görögország         | angol          | Michalis Rakintzis            | S.A.G.A.P.O.                             | SZ.E.R.E.T.L.E.K.                | 17.      | 27       |
| 05 | Spanyolország       | spanyol, angol | Rosa                          | Europe’s Living A Celebration            | Európa ünnepel                   | 7.       | 81       |
| 06 | Horvátország        | angol          | Vesna Pisarović               | Everything I Want                        | Minden, amit akarok              | 11.      | 44       |
| 07 | Oroszország         | angol          | Prime Minister                | Northern Girl                            | Északi lány                      | 10.      | 55       |
| 08 | Észtország          | angol          | Sahlene                       | Runaway                                  | Fuss el                          | 3.       | 111      |
| 09 | Macedónia           | macedón        | Karolina Gočeva               | Od nas zavisi                            | Rajtunk múlik                    | 19.      | 25       |
| 10 | Izrael              | héber, angol   | Sarit Hadad                   | Light a Candle                           | Gyújts gyertyát!                 | 12.      | 37       |
| 11 | Svájc               | francia        | Francine Jordi                | Dans le jardin de mon âme                | Lelkem kertjében                 | 22.      | 15       |
| 12 | Svédország          | angol          | Afro-dite                     | Never Let It Go                          | Sose hagyom elmenni              | 8.       | 72       |
| 13 | Finnország          | angol          | Laura                         | Addicted to You                          | Beléd estem                      | 20.      | 24       |
| 14 | Dánia               | angol          | Malene                        | Tell Me Who You Are                      | Mondd meg, ki vagy!              | 24.      | 7        |
| 15 | Bosznia-Hercegovina | bosnyák, angol | Maja Tatić                    | Na jastuku za dvoje                      | Egy kétszemélyes párnán          | 13.      | 33       |
| 16 | Belgium             | angol          | Sergio & The Ladies           | Sister                                   | Nővér                            | 13.      | 33       |
| 17 | Franciaország       | francia        | Sandrine François             | Il faut du temps (Je me battrai pour ça) | Idő kell (Harcolni fogok érte)   | 5.       | 104      |
| 18 | Németország         | angol          | Corinna May                   | I Can’t Live Without Music               | Nem tudok zene nélkül élni       | 21.      | 17       |
| 19 | Törökország         | török, angol   | Buket Bengisu & Grup Safir    | Leylaklar soldu kalbinde                 | Orgonák hervadtak el a szívedben | 16.      | 29       |
| 20 | Málta               | angol          | Ira Losco                     | 7th Wonder                               | 7. csoda                         | 2.       | 164      |
| 21 | Románia             | angol          | Monica Anghel és Marcel Pavel | Tell Me Why                              | Mondd meg, miért                 | 9.       | 71       |
| 22 | Szlovénia           | szlovén        | Sestre                        | Samo ljubezen                            | Csak szerelem                    | 13.      | 33       |
| 23 | Lettország          | angol          | Marie N                       | I Wanna                                  | Akarok…                          | 1.       | 176      |
| 24 | Litvánia            | angol          | Aivaras                       | Happy You                                | A boldog te                      | 23.      | 12       |

## Ponttáblázat
| Piros: Telefonos szavazás Kék: Zsűri; Lila: 50%-50% | Szavazók | Szavazók            | Szavazók           | Szavazók | Szavazók    | Szavazók      | Szavazók     | Szavazók    | Szavazók   | Szavazók  | Szavazók | Szavazók | Szavazók   | Szavazók   | Szavazók | Szavazók            | Szavazók | Szavazók      | Szavazók    | Szavazók    | Szavazók | Szavazók | Szavazók  | Szavazók   | Szavazók      |
| Piros: Telefonos szavazás Kék: Zsűri; Lila: 50%-50% | Össz     | Ciprusi Köztársaság | Egyesült Királyság | Ausztria | Görögország | Spanyolország | Horvátország | Oroszország | Észtország | Macedónia | Izrael   | Svájc    | Svédország | Finnország | Dánia    | Bosznia-Hercegovina | Belgium  | Franciaország | Németország | Törökország | Málta    | Románia  | Szlovénia | Lettország | Litvánia 1989 |
| --------------------------------------------------- | -------- | ------------------- | ------------------ | -------- | ----------- | ------------- | ------------ | ----------- | ---------- | --------- | -------- | -------- | ---------- | ---------- | -------- | ------------------- | -------- | ------------- | ----------- | ----------- | -------- | -------- | --------- | ---------- | ------------- |
| Ciprus                                              | 85       |                     | 3                  |          | 12          | 6             | 10           | 6           | 4          |           |          |          | 1          | 4          |          |                     | 3        |               |             |             | 12       | 8        | 4         | 8          | 4             |
| Egyesült Királyság                                  | 111      |                     |                    | 12       | 7           |               |              |             | 6          | 4         | 5        | 6        | 2          | 8          | 6        | 7                   | 6        | 1             | 8           | 2           | 10       |          | 8         | 5          | 8             |
| Ausztria                                            | 26       | 1                   |                    |          |             |               |              | 1           |            |           |          | 7        |            |            |          |                     | 5        |               |             | 12          |          |          |           |            |               |
| Görögország                                         | 27       | 12                  |                    |          |             |               | 1            | 8           |            |           |          |          |            |            |          |                     |          |               |             |             |          | 6        |           |            |               |
| Spanyolország                                       | 81       | 7                   | 2                  |          | 4           |               | 6            |             |            |           | 6        | 12       | 7          |            |          | 6                   | 12       | 12            | 7           |             |          |          |           |            |               |
| Horvátország                                        | 44       | 6                   |                    | 6        | 5           |               |              |             |            | 5         |          | 5        |            |            |          | 2                   |          |               | 3           |             |          |          | 12        |            |               |
| Oroszország                                         | 55       | 5                   |                    |          | 2           |               |              |             | 10         |           | 1        |          |            | 3          |          |                     |          |               |             |             | 8        | 10       |           | 10         | 6             |
| Észtország                                          | 111      |                     | 7                  | 3        |             |               | 5            | 3           |            | 6         | 2        |          | 12         | 10         | 8        | 10                  | 4        |               | 4           | 8           | 2        | 2        | 6         | 12         | 7             |
| Macedónia                                           | 25       | 3                   |                    |          |             |               | 4            |             |            |           |          |          |            | 1          |          |                     |          |               |             |             | 5        | 12       |           |            |               |
| Izrael                                              | 37       |                     | 5                  |          |             |               |              |             |            |           |          | 1        |            | 5          | 1        |                     | 2        | 10            | 5           |             |          | 5        |           | 3          |               |
| Svájc                                               | 15       |                     |                    | 5        |             |               |              |             |            |           |          |          |            |            |          |                     |          | 3             | 2           |             |          | 3        | 1         | 1          |               |
| Svédország                                          | 72       |                     | 1                  | 4        | 1           |               |              |             | 8          |           | 3        |          |            | 7          | 10       | 12                  | 1        |               |             | 4           |          |          | 7         | 4          | 10            |
| Finnország                                          | 24       | 2                   |                    |          |             |               |              |             | 5          | 1         |          |          | 10         |            | 3        | 3                   |          |               |             |             |          |          |           |            |               |
| Dánia                                               | 7        |                     |                    |          |             |               |              |             |            |           | 4        |          |            |            |          |                     |          |               |             | 1           | 1        |          |           |            | 1             |
| Bosznia-Hercegovina                                 | 33       |                     |                    | 7        |             | 3             | 7            |             |            | 3         |          |          | 6          |            | 2        |                     |          |               |             |             | 3        |          | 2         |            |               |
| Belgium                                             | 33       |                     | 4                  |          |             | 1             |              | 7           |            |           |          |          | 3          |            | 4        |                     |          | 2             |             | 10          |          |          |           |            | 2             |
| Franciaország                                       | 104      |                     | 10                 |          | 3           | 8             |              |             | 3          |           | 7        | 10       | 8          | 12         | 5        | 8                   | 10       |               | 6           |             |          | 4        | 3         | 2          | 5             |
| Németország                                         | 17       |                     |                    | 1        |             | 2             |              | 2           | 1          |           |          | 3        |            |            |          |                     |          |               |             | 3           | 4        | 1        |           |            |               |
| Törökország                                         | 29       |                     |                    |          |             | 4             | 3            |             |            | 8         |          |          |            |            |          |                     |          | 7             |             |             |          | 7        |           |            |               |
| Málta                                               | 164      | 10                  | 12                 | 8        | 6           | 10            | 12           | 5           | 7          | 10        | 10       | 4        | 4          | 2          | 12       | 4                   | 7        | 6             | 10          | 5           |          |          | 10        | 7          | 3             |
| Románia                                             | 71       | 8                   |                    |          | 8           | 5             |              | 12          |            | 12        | 8        |          |            |            |          |                     |          | 4             | 1           | 7           | 6        |          |           |            |               |
| Szlovénia                                           | 33       |                     | 6                  | 2        |             | 7             | 8            |             |            | 2         |          | 2        |            |            |          | 1                   |          | 5             |             |             |          |          |           |            |               |
| Lettország                                          | 176      | 4                   | 8                  | 10       | 10          | 12            | 2            | 10          | 12         | 7         | 12       | 8        | 5          | 6          | 7        | 5                   | 8        | 8             | 12          | 6           | 7        |          | 5         |            | 12            |
| Litvánia                                            | 12       |                     |                    |          |             |               |              | 4           | 2          |           |          |          |            |            |          |                     |          |               |             |             |          |          |           | 6          |               |

### 12 pontos országok
Az alábbi országok kaptak 12 pontot:
| Darab | Jutalmazott ország | Szavazó ország                                           |
| ----- | ------------------ | -------------------------------------------------------- |
| 5     | Lettország         | Észtország, Izrael, Litvánia, Németország, Spanyolország |
| 3     | Málta              | Dánia, Egyesült Királyság, Horvátország                  |
| 3     | Spanyolország      | Belgium, Franciaország, Svájc                            |
| 2     | Ciprus             | Görögország, Málta                                       |
| 2     | Észtország         | Lettország, Svédország                                   |
| 2     | Románia            | Macedónia, Oroszország                                   |
| 1     | Ausztria           | Törökország                                              |
| 1     | Egyesült Királyság | Ausztria                                                 |
| 1     | Franciaország      | Finnország                                               |
| 1     | Görögország        | Ciprus                                                   |
| 1     | Horvátország       | Szlovénia                                                |
| 1     | Macedónia          | Románia                                                  |
| 1     | Svédország         | Bosznia-Hercegovina                                      |

## A szavazás és a nemzetközi közvetítések

### Pontbejelentők
A pontbejelentők között ezúttal is több korábbi versenyző volt: a dán Signe Svendsen (2000), a finn Marion Rung (1962, 1973), a francia Marie Myriam (1977) és a szlovén Nuša Derenda (2001).
| 1. Ciprus – Melani Steliou 2. Egyesült Királyság – Colin Berry 3. Ausztria – Dodo Roscic 4. Görögország – Alexis Kostalas 5. Spanyolország – Anne Igartiburu 6. Horvátország – Duško Ćurlić 7. Oroszország – Arina Sharapova 8. Észtország – Ilomai Küttim 9. Macedónia – Biljana Debarlieva 10. Izrael – Michal Zo'aretz 11. Svájc – Diana Jörg 12. Svédország – Kristin Kaspersen | 1. Finnország – Marion Rung 2. Dánia – Signe Svendsen 3. Bosznia-Hercegovina – Lyudmyla Hariv 4. Belgium – Geena Lisa Peeters 5. Franciaország – Marie Myriam 6. Németország – Axel Bulthaupt 7. Törökország – Meltem Ersan Yazgan 8. Málta – Yvette Portelli 9. Románia – Leonard Miron 10. Szlovénia – Nuša Derenda 11. Lettország – Ēriks Niedra 12. Litvánia – Loreta Tarozaitė |

## Térkép

Részt vevő országok
Országok, melyek korábban részt vettek, de ebben az évben nem